# Ноарна (Тренто)
Ноарна је насеље у Италији у округу Тренто, региону Трентино-Јужни Тирол.
Према процени из 2011. у насељу је живело 285 становника. Насеље се налази на надморској висини од 391 м.